# Station Pont-à-Celles
Station Pont-à-Celles is een spoorwegstation langs spoorlijn 117 (Luttre - Eigenbrakel) in de gemeente Pont-à-Celles. Het is nu een stopplaats.
Vroeger heette dit station Pont-à-Celles-Nord.

## Treindienst
| Serie       | Treinsoort               | Route | Bijzonderheden                                                         |
| ----------- | ------------------------ | --- | ---------------------------------------------------------------------- |
| S 62        | S-trein Charleroi (NMBS) | Luttre – Pont-à-Celles – Manage – La Louvière-Centrum – Charleroi-Centraal                                                                                                   | Rijdt in het weekend tussen La Louvière-Centrum en Charleroi-Centraal. |
| L 4350C     | L-trein (NMBS)           | Charleroi-Centraal – Luttre – Pont-à-Celles – Manage – La Louvière-Centrum                                                                                                   | Rijdt op werkdagen tussen 's-Gravenbrakel en Manage.                   |
| P 7770/8770 | Piekuurtrein (NMBS)      | [ Manage – [ Pont-à-Celles – Luttre ] / [ Bergen – Quévy ] / [ 's-Gravenbrakel ] ] / [ La Louvière-Zuid – [ Bergen ] / [ Pont-à-Celles – Luttre ] / [ Charleroi-Centraal ] ] | Rijdt alleen op werkdagen.                                             |

## Reizigerstellingen
De grafiek en tabel geven het gemiddeld aantal instappende reizigers weer op een week-, zater- en zondag.
| Tabel: aantal instappende reizigers station Pont-à-Celles | Tabel: aantal instappende reizigers station Pont-à-Celles | Tabel: aantal instappende reizigers station Pont-à-Celles | Tabel: aantal instappende reizigers station Pont-à-Celles |
|                                                           | Weekdag                                                   | Zaterdag                                                  | Zondag                                                    |
| --------------------------------------------------------- | --------------------------------------------------------- | --------------------------------------------------------- | --------------------------------------------------------- |
| 1977                                                      | 182                                                       | 29                                                        | 18                                                        |
| 1978                                                      | 187                                                       | 30                                                        | 18                                                        |
| 1979                                                      | 194                                                       | 43                                                        | 21                                                        |
| 1980                                                      | 222                                                       | 15                                                        | 27                                                        |
| 1981                                                      | 241                                                       | 39                                                        | 27                                                        |
| 1982                                                      | 300                                                       | 47                                                        | 42                                                        |
| 1983                                                      | 276                                                       | 55                                                        | 44                                                        |
| 1984                                                      | 249                                                       | 54                                                        | 42                                                        |
| 1985                                                      | 206                                                       | 43                                                        | 29                                                        |
| 1986                                                      | 207                                                       | 50                                                        | 27                                                        |
| 1987                                                      | 203                                                       | 49                                                        | 23                                                        |
| 1988                                                      | 285                                                       | 94                                                        | 72                                                        |
| 1989                                                      | 238                                                       | 61                                                        | 51                                                        |
| 1990                                                      | 271                                                       | 77                                                        | 67                                                        |
| 1991                                                      | 252                                                       | 75                                                        | 53                                                        |
| 1992                                                      | 282                                                       | 73                                                        | 53                                                        |
| 1993                                                      | 223                                                       | 61                                                        | 56                                                        |
| 1994                                                      | 275                                                       | 67                                                        | 43                                                        |
| 1995                                                      | 278                                                       | 43                                                        | 38                                                        |
| 1996                                                      | 277                                                       | 65                                                        | 42                                                        |
| 1997                                                      | 221                                                       | 42                                                        | 44                                                        |
| 1998                                                      | 172                                                       | 36                                                        | 28                                                        |
| 1999                                                      | 218                                                       | 48                                                        | 24                                                        |
| 2000                                                      | 230                                                       | 27                                                        | 22                                                        |
| 2001                                                      | 194                                                       | 25                                                        | 12                                                        |
| 2002                                                      | 163                                                       | 26                                                        | 18                                                        |
| 2003                                                      | 202                                                       | 27                                                        | 15                                                        |
| 2004                                                      | 215                                                       | 18                                                        | 32                                                        |
| 2005                                                      | 206                                                       | 30                                                        | 25                                                        |
| 2006                                                      | 230                                                       | 33                                                        | 24                                                        |
| 2007                                                      | 200                                                       | 34                                                        | 26                                                        |
| 2008                                                      | -                                                         | -                                                         | -                                                         |
| 2009                                                      | 129                                                       | 22                                                        | 12                                                        |
| 2010                                                      | -                                                         | -                                                         | -                                                         |
| 2011                                                      | -                                                         | -                                                         | -                                                         |
| 2012                                                      | 174                                                       | 29                                                        | 12                                                        |
| 2013                                                      | 186                                                       | 6                                                         | 15                                                        |
| 2014                                                      | 170                                                       | 18                                                        | 9                                                         |
| 2015                                                      | 119                                                       | 18                                                        | 8                                                         |
| 2016                                                      | 108                                                       | 16                                                        | 14                                                        |
| 2017                                                      | 89                                                        | 20                                                        | 9                                                         |
| 2018                                                      | 86                                                        | 21                                                        | 17                                                        |
| 2019                                                      | 112                                                       | 25                                                        | 10                                                        |
| 2020                                                      | 54                                                        | 19                                                        | 19                                                        |
| 2021                                                      | -                                                         | -                                                         | -                                                         |
| 2022                                                      | 93                                                        | 25                                                        | 24                                                        |
| 2023                                                      | 99                                                        | 32                                                        | 24                                                        |
| 2024                                                      | 84                                                        | 23                                                        | 14                                                        |

0,0: 's-Gravenbrakel ·
5,9: Écaussinnes ·
8,5: Marche-lez-Écaussinnes ·
12,0: Familleureux ·
14,2: Manage ·
18,6: Godarville ·
21,5: Gouy-lez-Piéton ·
24,6: Pont-à-Celles ·
26,9: Luttre